# Karl Wilhelm Feuerbach
Karl Wilhelm Feuerbach (* 30 de mayo de 1800 en Jena - † 12 de marzo de 1834 en Erlangen) fue un matemático alemán.
Karl Wilhelm era hijo de Paul Johann Anselm Von Feuerbach, hermano de Ludwig Feuerbach y tío del pintor Anselm Feuerbach.
Después de recibir su doctorado a la edad de 22 años, entró como profesor en el gymnasium de Erlangen. En 1822 escribió un pequeño libro sobre matemáticas cuya importancia se debe principalmente a un teorema al final de una de las páginas, sobre el círculo de los nueve puntos. Poco antes de su muerte, introdujo las coordenadas homogéneas independientemente de August Möbius.